# Pont Bolchoï Koniouchenny
Le pont Bolchoï Koniouchenny (pont des Grandes Ecuries) relie les îles de Kazan et l'île de la Première Amirauté sur la rivière Moïka, dans le District central de Saint-Pétersbourg.
La station de métro la plus proche (900 m) est Gostiny Dvor avec sortie sur le canal Griboïedov.

## Nom

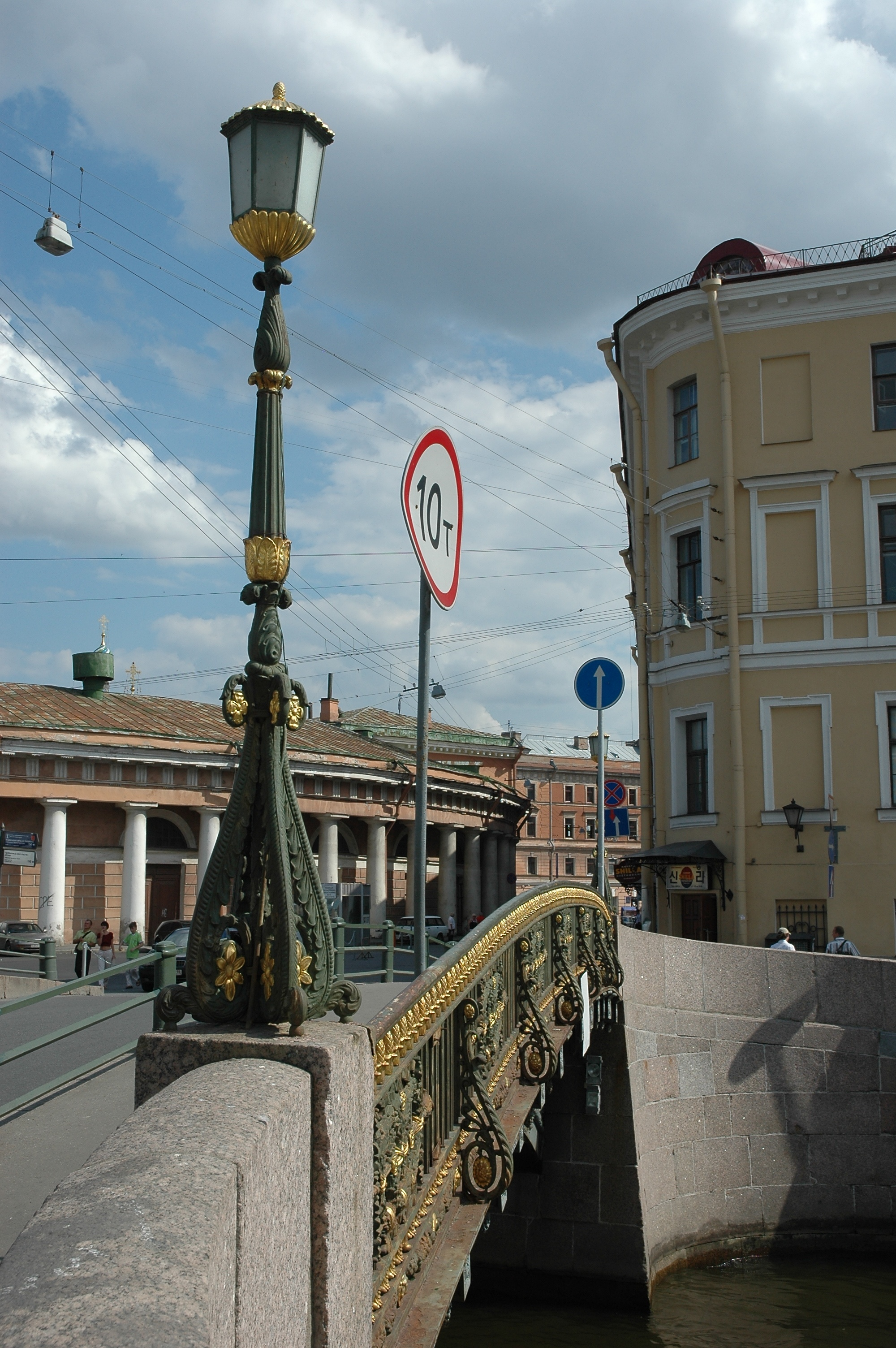
Lampadaire du pont

Le nom du pont dérive de la construction des principales écuries impériales, situées sur la rive gauche de la rivière Moïka, au numéro 4. Les noms des rues Bolshaya et Malaya Koniouchenny, de la place Koniouchennaya et de la ruelle Koniouchenny proviennent également de ce bâtiment.

## Histoire
A l'origine, il s'agissait d'un pont-levis en bois construit par Hermann van Boles en 1753. Le pont était recouvert de planches et, à la mode de l'époque, peint « en pierre ».
En 1828, il a été remplacé par un nouveau pont en arc à travée unique constitué de tubes de fonte boulonnés entre eux. Le projet était unique dans la mesure où les conduites étaient initialement destinées à la construction du pont Malo-Koniouchenny, mais en raison de l'adoption du nouveau projet, elles n'étaient plus nécessaires.
Les façades de la travée du pont sont décorées de plaques de fonte aux ornements artistiques. Des lanternes ont été installées à l'entrée du pont. Les lampadaires sont surélevés au-dessus de parapets en granit.
En 1935, le pont a été réparé et des clôtures construites entre les trottoirs et la chaussée.
En 1951, la restauration des lampadaires à lanternes a été réalisée.

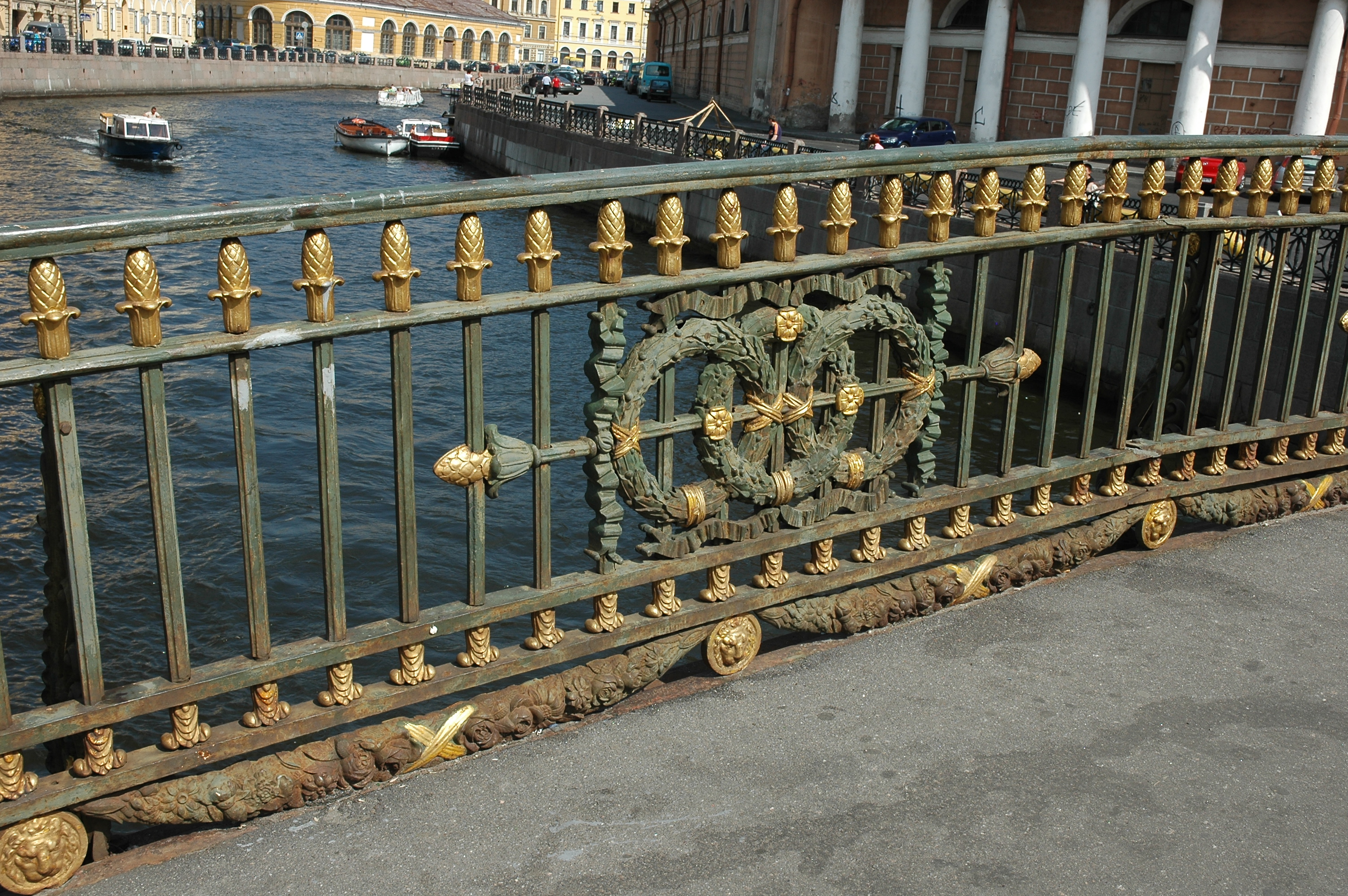
Garde-corps du pont